# Spiritual Genocide
Spiritual Genocide es el duodécimo álbum de estudio de la banda thrash metal alemana Destruction. El álbum fue lanzado como celebración del 30.º aniversario de la banda.

## Información del álbum
El 24 de agosto de 2012 fue anunciado a través de la página web de Nuclear Blast Records que Destruction había entrado en el estudio para grabar su álbum número 12 para celebrar su aniversario de 30 años como banda. El CD se grabó en Gernhart Studios, Troisdorf, Alemania, con el ingeniero Martin Buchwalter, mientras que Andy Classen, se encargó de las mezclas y salió a la venta el 23 de noviembre vía Nuclear Blast Records.
Marcel Schirmer comentó:

Para este álbum aniversario sentimos que hicimos un gran trabajo, nuestro nuevo baterista VAAVER abre nuevas posibilidades; por supuesto, en este disco no hay límites. Tan rápido, brutal y sin embargo maravilloso que nunca han sonado, probablemente!. También músicos invitados fraternos para este nuevo disco: Gerre (Tankard) y Tom Angelripper (Sodom) nuestros viejos amigos y compañeros que siempre están con nosotros sin dejar de mencionar a Ol Drake (EVILE). Además, la alineación que grabó los trabajos “Mad Butcher”/“Release From Agony” se reúne para una canción, incluyendo de este modo al guitarrista Harry Wilkens y al batería Oliver Kaiser.

A pesar de que el álbum ha sido criticado o para bien admirado por mantener las mismas temáticas hay que reconocer que estos veteranos han logrado mantener su equilibrio sin perder ese toque devastador y crudo que les sigue haciendo diferentes sin comparación.

## Listado de canciones
| N.º | Título                   | Duración |  |
| 1.  | «Exordium»               | 1:03     |  |
| 2.  | «Cyanide»                | 3:21     |  |
| 3.  | «Spiritual Genocide»     | 3:39     |  |
| 4.  | «Renegades»              | 3:55     |  |
| 5.  | «City Of Doom»           | 4:01     |  |
| 6.  | «No Signs Of Repentance» | 4:50     |  |
| 7.  | «To Dust You Will Decay» | 4:21     |  |
| 8.  | «Legacy Of The Past»     | 4:28     |  |
| 9.  | «Carnivore»              | 3:24     |  |
| 10. | «Riot Squad»             | 4:12     |  |
| 11. | «Under Violent Sledge»   | 4:09     |  |

## Integrantes
- Marcel "Schmier" Schirmer - Vocals & Bass
- Mike Sifringer - Guitar
- Vaaver (Wawrzyniec Dramowicz) - Drums

## Integrantes invitados
- Tom Angelripper (Sodom)
- Andreas "Gerre" Geremia (Tankard)
- Ol Drake (Evile)
- Harry Wilkens (Ex-guitarrista de Destruction)
- Oliver Kaiser (Ex-baterista de Destruction)